# Campionato asiatico di baseball
Il campionato asiatico di baseball è il principale torneo per squadre nazionali di baseball del continente asiatico ed è organizzato dalla Baseball Federation of Asia (BFA).
Dal 1963 si tiene ogni due anni in anni dispari con eccezioni nel 1983 (8 anni trascorsi dalla precedente edizione del 1975) e nel 2012 (con 3 anni di distanza dalla precedente edizioni del 2012 e 3 anni dalla successiva del 2015). A partire dal 1983, ha funto anche come torneo di qualificazione ai Giochi olimpici qualora il torneo si tenesse l'anno precedente le Olimpiadi. Tale funzione ha cessato di essere dopo i Giochi della XXIX Olimpiade, a seguito dell'eliminazione del baseball dal programma olimpico.
Il medagliere totale è dominato dalle nazioni dell'Estremo Oriente, regione in cui il baseball è molto praticato, più precisamente Giappone, Corea del Sud e Taipei Cinese. Le Filippine sono la quarta e ultima nazione ad aver vinto almeno un'edizione del torneo, precisamente la prima organizzata proprio nelle Filippine nel 1954. La nazionale di baseball Taiwanese ha partecipato al torneo come "Taiwan" fino al 1975, a partire dall'edizione successiva del 1983 cambia denominazione in Taipei Cinese.

## Edizioni
| Anno          | Ospitante    |               | Oro                           | Argento                       | Bronzo |
| 1954 Dettagli | Manila       | Filippine     | Giappone                      | Corea del Sud                 |        |
| 1955 Dettagli | Manila       | Giappone      | Taipei cinese                 | Corea del Sud                 |        |
| 1959 Dettagli | Tokyo        | Giappone      | Corea del Sud                 | Taipei cinese                 |        |
| 1962 Dettagli | Taipei       | Giappone      | Taipei cinese                 | Corea del Sud                 |        |
| 1963 Dettagli | Seul         | Corea del Sud | Taipei cinese & Giappone      | Taipei cinese & Giappone      |        |
| 1965 Dettagli | Manila       | Giappone      | Corea del Sud                 | Taipei cinese                 |        |
| 1967 Dettagli | Tokyo        | Giappone      | Corea del Sud                 | Taipei cinese                 |        |
| 1969 Dettagli | Taipei       | Giappone      | Taipei cinese                 | Filippine                     |        |
| 1971 Dettagli | Seul         | Corea del Sud | Giappone                      | Filippine                     |        |
| 1973 Dettagli | Manila       | Giappone      | Corea del Sud                 | Taipei cinese                 |        |
| 1975 Dettagli | Seul         | Corea del Sud | Giappone                      | Australia                     |        |
| 1983 Dettagli | Seul         | Corea del Sud | Taipei cinese & Giappone      | Taipei cinese & Giappone      |        |
| 1985 Dettagli | Perth        | Giappone      | Corea del Sud                 | Taipei cinese                 |        |
| 1987 Dettagli | Tokyo        | Taipei cinese | Giappone                      | Corea del Sud                 |        |
| 1989 Dettagli | Seul         | Giappone      | Taipei cinese & Corea del Sud | Taipei cinese & Corea del Sud |        |
| 1991 Dettagli | Pechino      | Giappone      | Taipei cinese                 | Corea del Sud                 |        |
| 1993 Dettagli | Perth        | Giappone      | Corea del Sud                 | Taipei cinese                 |        |
| 1995 Dettagli | Kurashiki    | Giappone      | Corea del Sud                 | Taipei cinese                 |        |
| 1997 Dettagli | Taipei       | Corea del Sud | Giappone                      | Taipei cinese                 |        |
| 1999 Dettagli | Seul         | Corea del Sud | Giappone                      | Taipei cinese                 |        |
| 2001 Dettagli | Taipei       | Taipei cinese | Corea del Sud                 | Giappone                      |        |
| 2003 Dettagli | Sapporo      | Giappone      | Taipei cinese                 | Corea del Sud                 |        |
| 2005 Dettagli | Miyazaki     | Giappone      | Taipei cinese                 | Cina                          |        |
| 2007 Dettagli | Taichung     | Giappone      | Corea del Sud                 | Taipei cinese                 |        |
| 2009 Dettagli | Sapporo      | Giappone      | Taipei cinese                 | Corea del Sud                 |        |
| 2012 Dettagli | Taichung     | Giappone      | Taipei cinese                 | Corea del Sud                 |        |
| 2015 Dettagli | Taichung     | Corea del Sud | Taipei cinese                 | Giappone                      |        |
| 2017 Dettagli | Nuova Taipei | Giappone      | Taipei cinese                 | Corea del Sud                 |        |
| 2019 Dettagli | Taichung     | Taipei cinese | Giappone                      | Cina                          |        |

## Medagliere
| Posizione | Nazione       | Oro | Argento | Bronzo | Totale |
| --------- | ------------- | --- | ------- | ------ | ------ |
| 1         | Giappone      | 18  | 9       | 2      | 29     |
| 2         | Corea del Sud | 7   | 10      | 9      | 26     |
| 3         | Taipei cinese | 3   | 13      | 10     | 26     |
| 4         | Filippine     | 1   | 0       | 2      | 3      |
| 5         | Cina          | 0   | 0       | 2      | 2      |
| 6         | Australia     | 0   | 0       | 1      | 1      |